# Easy (ICE MC-dal)
Az Easy az angol származású ICE MC debütáló kislemeze a Cinema című első nagylemezről, mely az osztrák slágerlista 7, míg a francia kislemezlista 17. helyéig jutott. A német kislemezlistán előkelő helyet, a 3. helyet tudhatta magáénak.

## Megjelenések
7"  Németország ZYX 6215-7
- Easy (radio version) - 3:40
- Easy (acapella) - 2:12

CD Maxi  Németország ZYX 6215-8
- Easy (extended revolution remix) - 5:38
- Easy (radio version) - 3:40
- Easy (dub reprise) - 1:50
- Easy (acapella) - 2:12

12" Remixes  Olaszország DWA 00.02
- Easy (extended world attack remix) - 6:30
- Easy (feel the groove remix) - 3:50
- Rock Your Body - 4:20

## Slágerlista

### Legmagasabb helyezések
| Slágerlista (1989)                 | Legmagasabb helyezés |
| ---------------------------------- | -------------------- |
| Svájc (Schweizer Hitparade)        | 4                    |
| Németország (Media Control Charts) | 3                    |
| Ausztria (Ö3 Austria Top 40)       | 7                    |
| Franciaország (Single Top 100)     | 17                   |